# Dongmyo (métro de Séoul)
Dongmyo (hangeul : 동묘앞 ; hanja : 東廟앞) est une station de correspondance, entre la ligne 1 et la ligne 6 du métro de Séoul. Elle est située au 359 Jongro et au 24 Jibong-ro, dans le quartier Sungin-dong de l'arrondissement Jongno-gu à Séoul en Corée du Sud.
Ouverte en 2005, sur la ligne 1, elle devient une station de correspondance en 2000. Elle est desservie : par les services omnibus et express de la ligne 1 et par le service omnibus de la ligne 6.

## Situation sur le réseau

Plan du réseau (2023)

La station Dongmyo est une station de correspondance entre la ligne 1, la ligne 6 du métro de Séoul : 
sur la ligne 1, établie en souterrain, Dongmyo est située entre la station Dongdaemun, en direction du terminus ouest Incheon ou du terminus sud-ouest Sinchang via la station de bifurcation Guro, et la station Sinseol-dong en direction du terminus nord-est Yeoncheon ;
sur la ligne 6, établie en souterrain, Dongmyo est située entre la station Sindang, en direction du terminus ouest Eungam, et la station Changsin en direction du terminus est Sinnae.

## Histoire
La station Dongmyo est mise en service le 15 décembre 2000 sur la ligne 6 du métro de Séoul, lors de l'ouverture à l'exploitation, les 27 km, de la section de Sangwolgok à Yeonsinnae,.
Elle devient une station de correspondance le 21 décembre 2005, lors de l'ajout et l'ouverture à l'exploitation de la station Dongmyo sur la ligne 1 du métro de Séoul,.

## Services aux voyageurs

### Accès et accueil
La station, Dongmyo ligne 6 est située au 24 Jibong-ro et la station Dongmyo ligne 1 est située au 359 Jongro, dans le quartier Sungin-dong. Les deux lignes sont en souterrain à des niveaux de profondeur différents. La station dispose de dix bouches, numérotés de 1 à 12. Les relations piétonnes entre les différents niveaux du sous-sol et avec la surface disposent d'escaliers, d'escaliers mécaniques et d'ascenseurs.

### Desserte

#### Station ligne 1
Dongmyo, est une station de passage et de correspondance qui dispose de deux quais latéraux équipés de portes palières. Elle est desservie par les rames omnibus et express du service de la ligne 1.

Installations
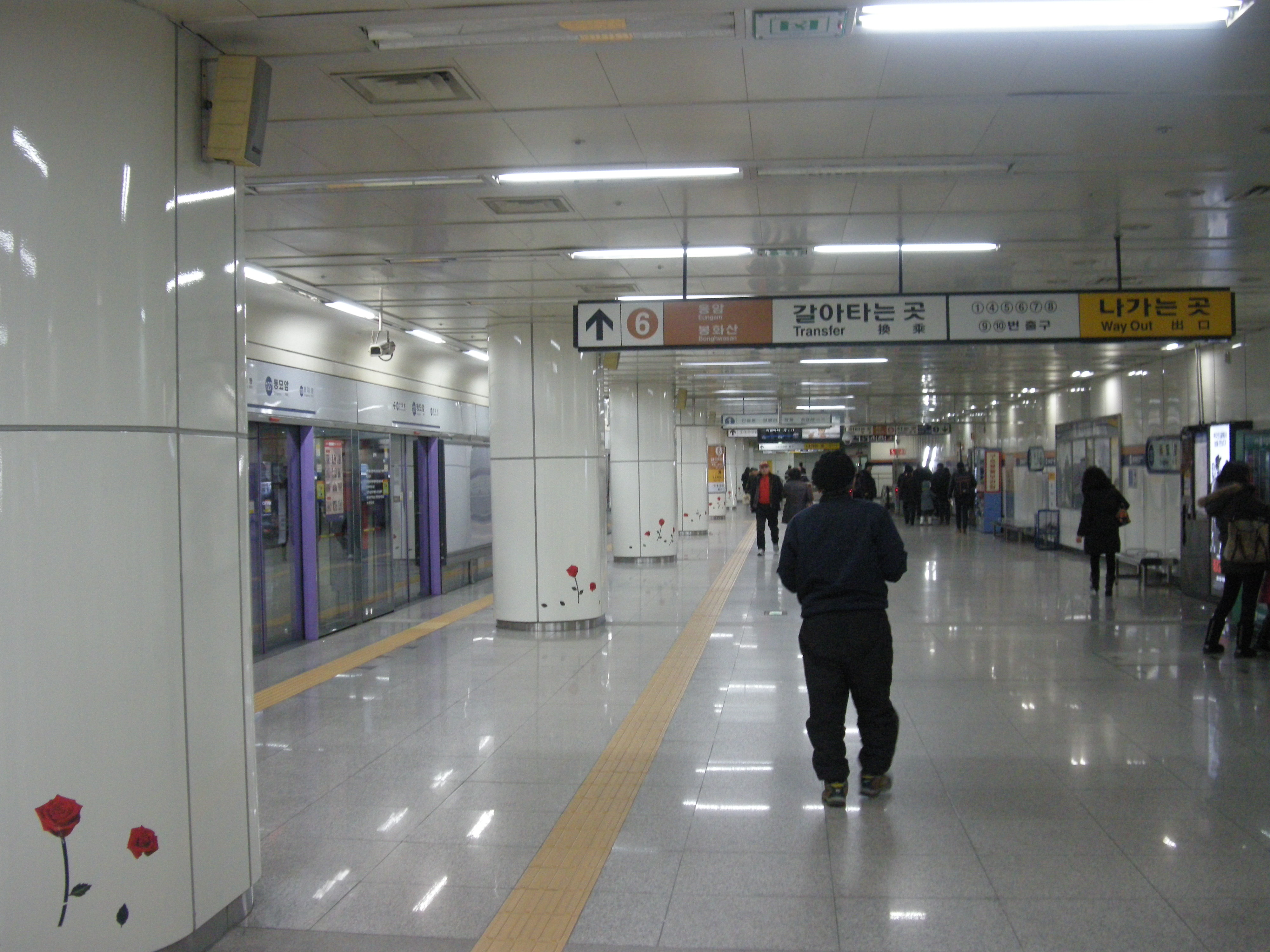
En 2013.
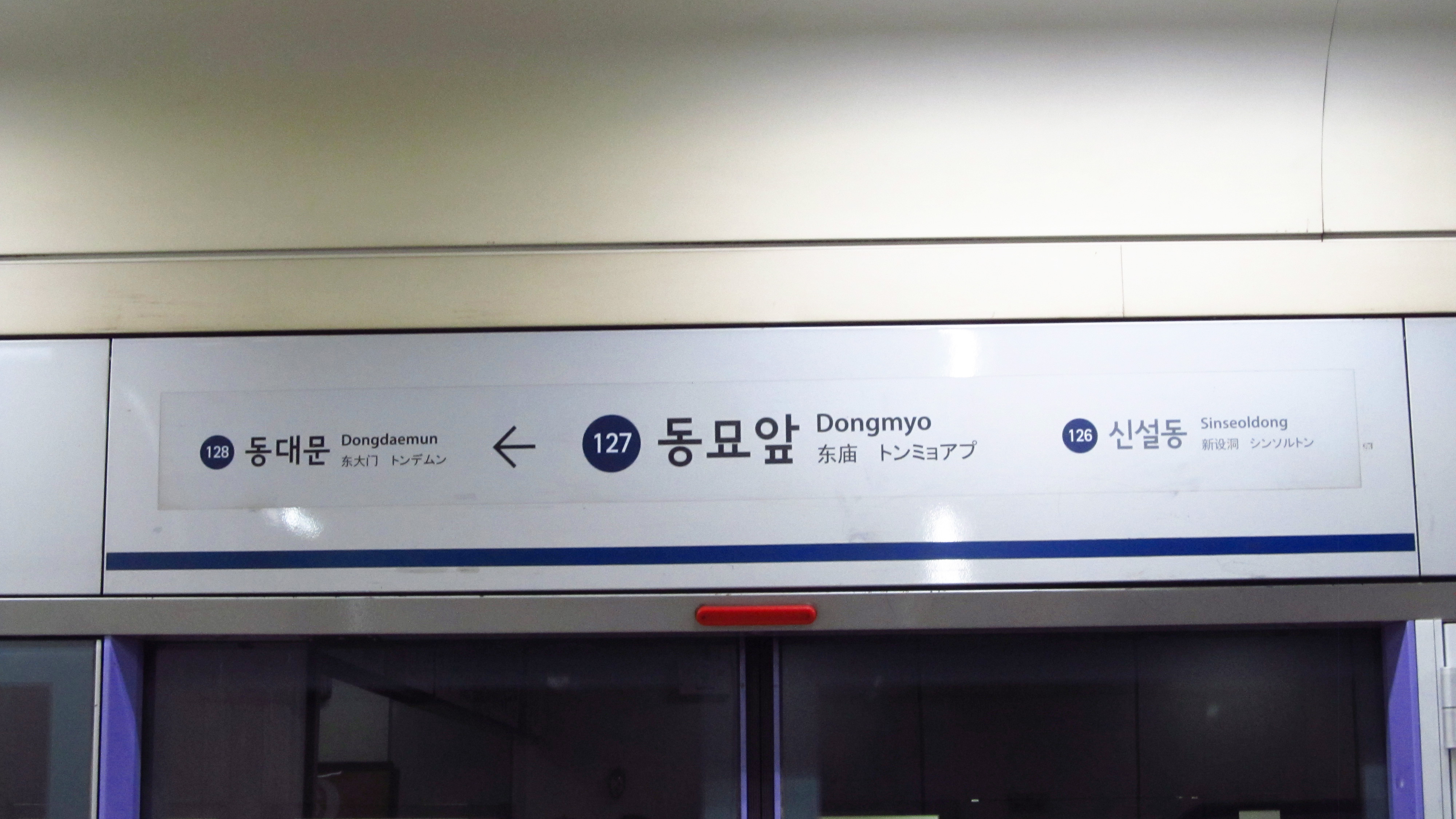
En 2018.
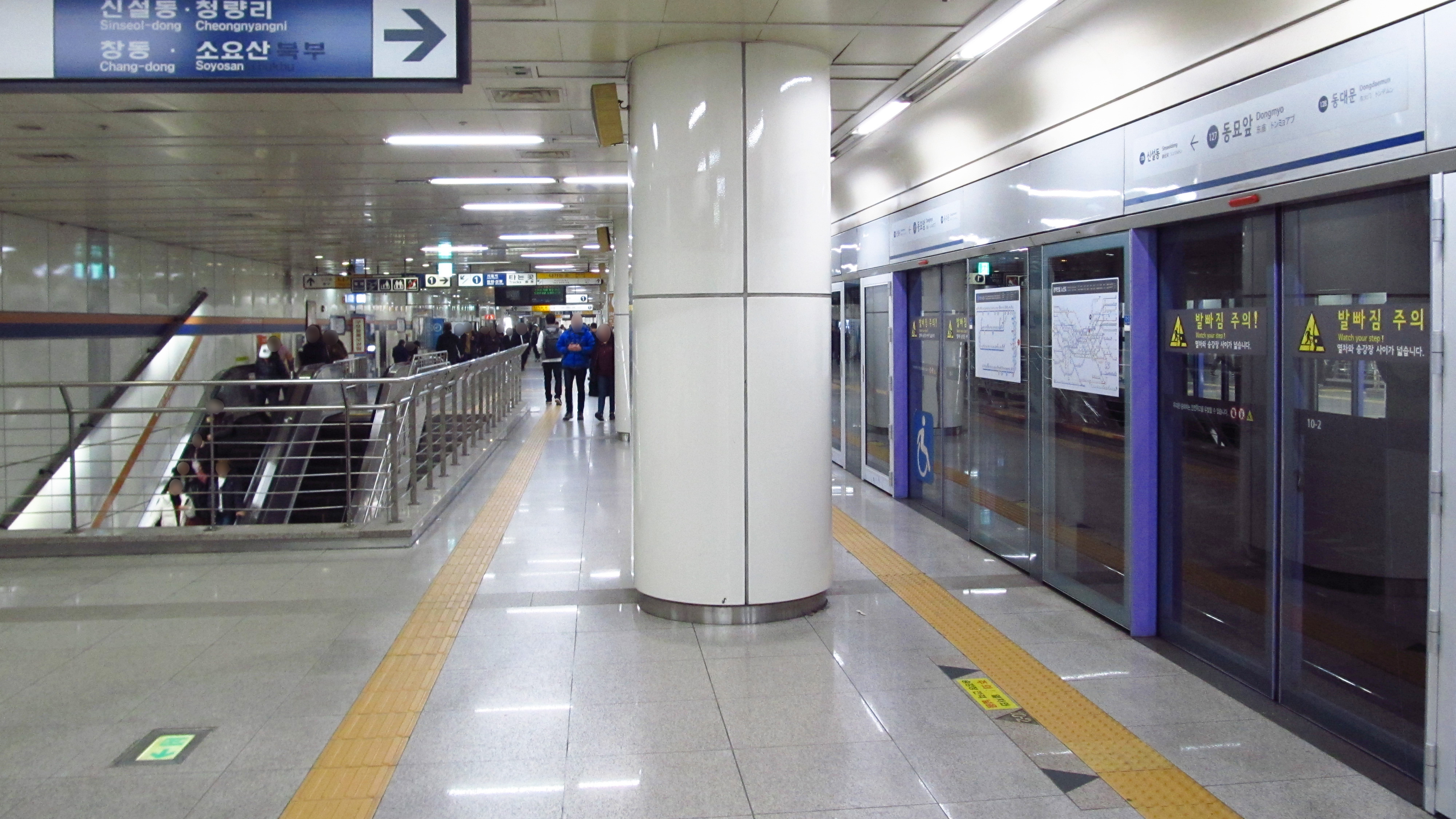
En 2018.

#### Station ligne 6
Dongmyo, est une station de passage et de correspondance qui dispose d'un quai central équipé de portes palières et est desservie par les rames omnibus du service de la ligne 6.

Installations ligne 6
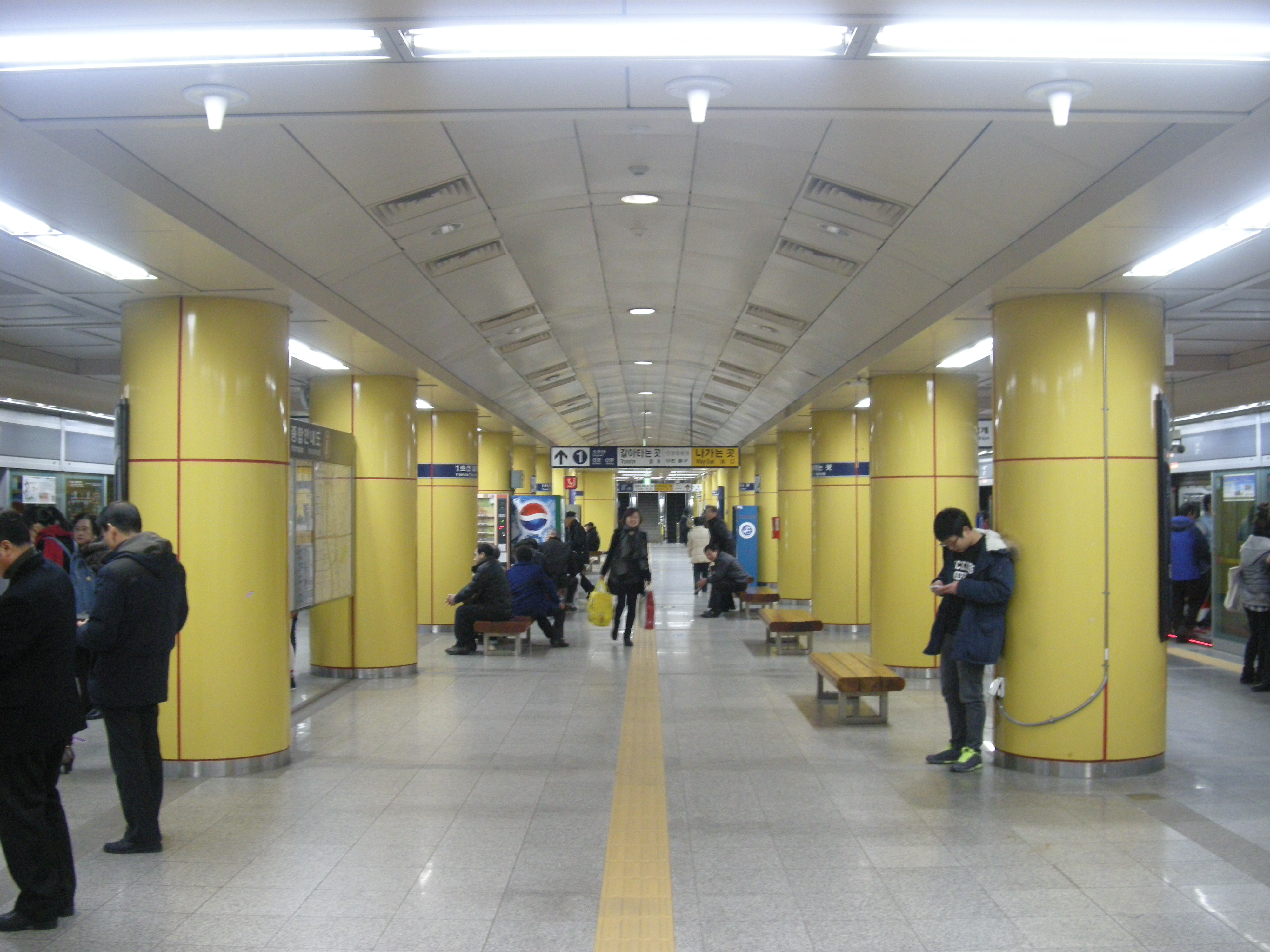
En 2013.
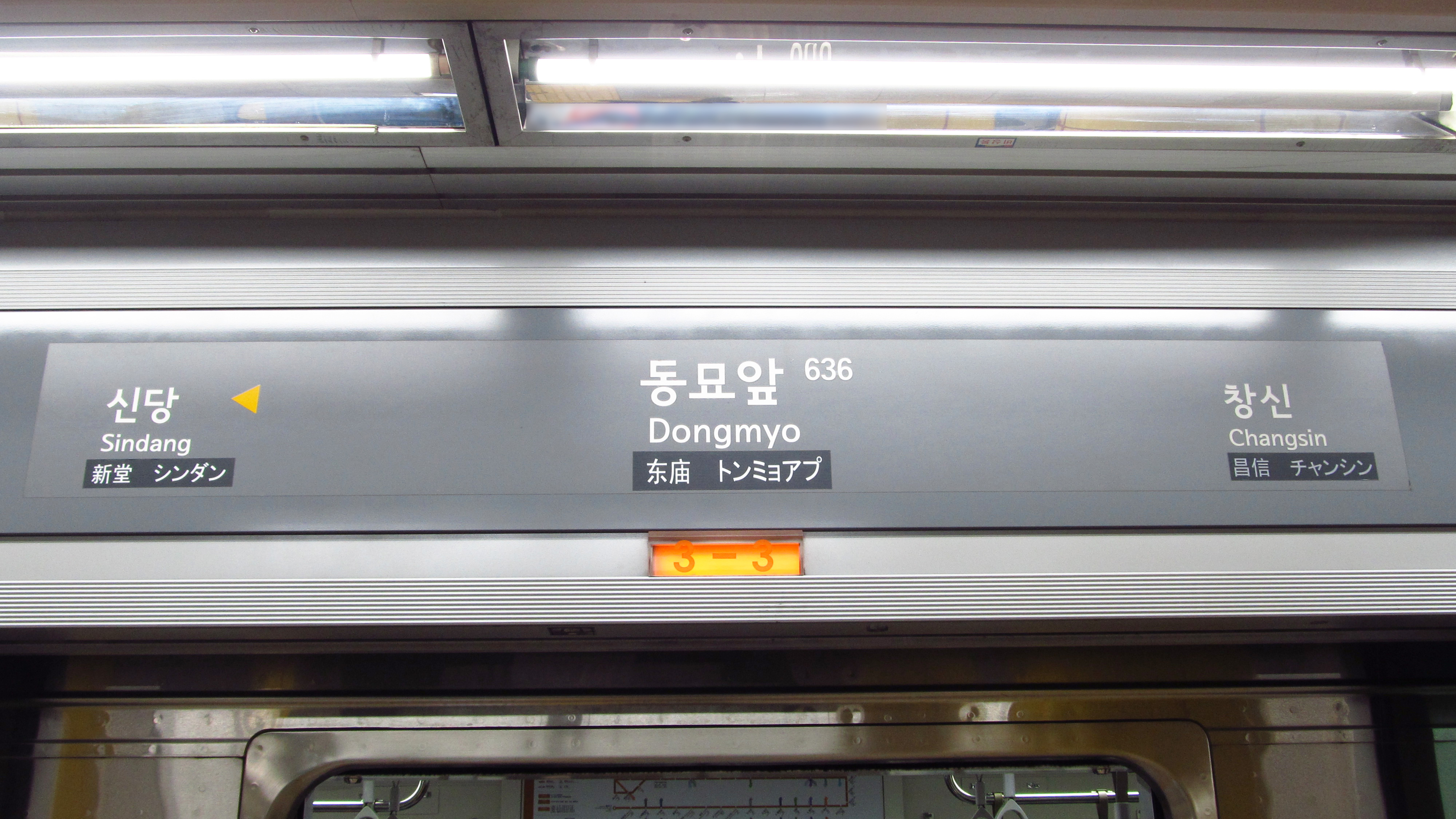
En 2018.
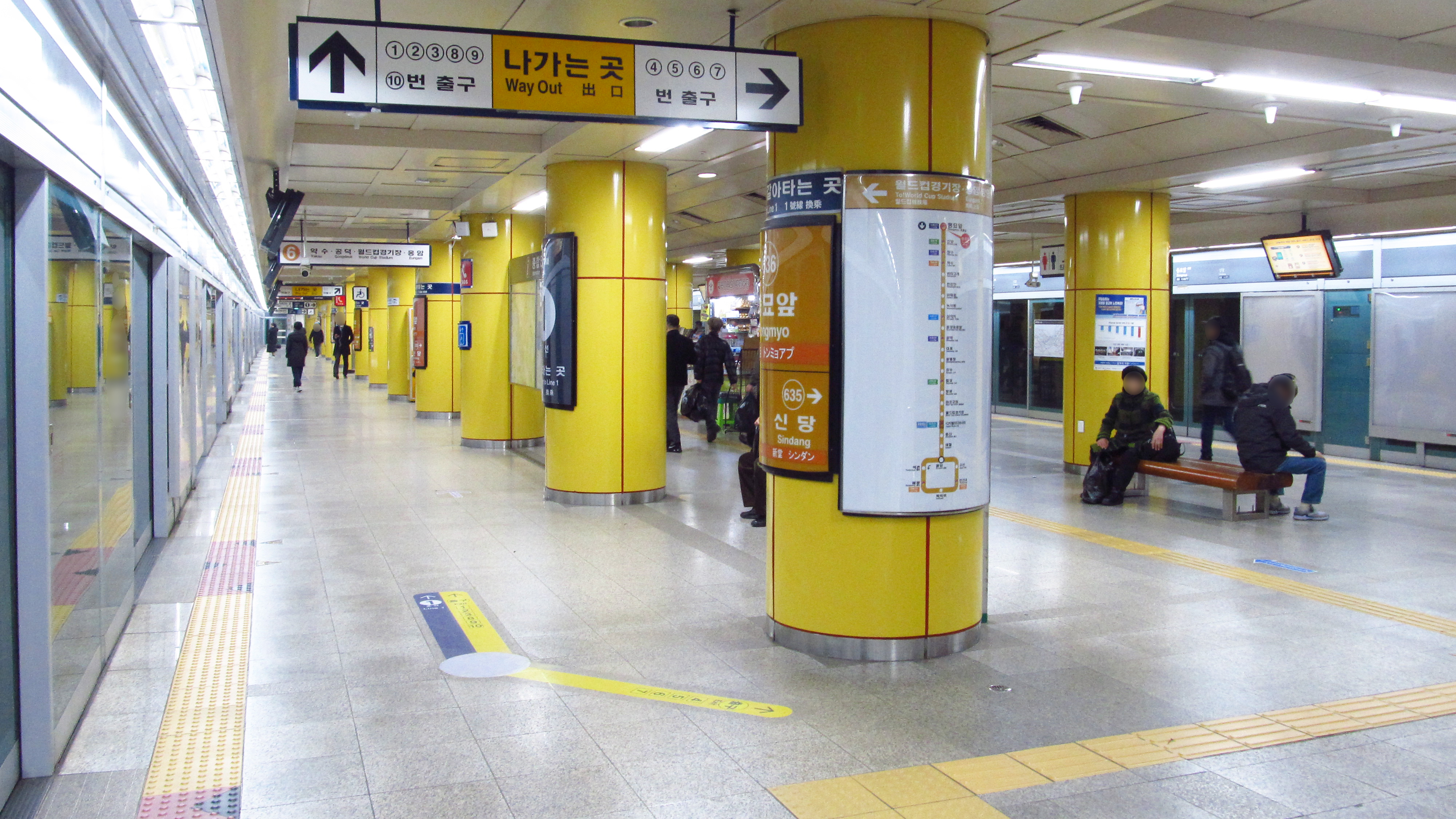
En 2018.

### Intermodalité
Des arrêts de bus sont situés à proximité.

## À proximité
Elle dessert notamment le sanctuaire de Dongmyo.